# Paraphanoderma robynae
Paraphanoderma robynae is een rondwormensoort uit de familie van de Phanodermatidae.